# Senna caudata
Senna caudata é uma espécie vegetal da família Fabaceae.
Pode ser encontrada nos seguintes países: Costa Rica e Panamá.